# Pseudoopsis
Pseudoopsis is een kevergeslacht uit de familie van de boktorren (Cerambycidae). De wetenschappelijke naam van het geslacht werd voor het eerst geldig gepubliceerd in 1956 door Breuning.

## Soorten
Pseudoopsis is monotypisch en omvat slechts de volgende soort:
- Pseudoopsis humerosus Breuning, 1956